# Bair Badënov
Bair Badënov, (28 de junho de 1976, Zabaykalsky Krai, Rússia) é um arqueiro russo.

## Jogos Olímpicos de 2008
Nos Jogos Olímpicos de 2008, em Pequim, Badënov terminou a fase de classificação com total de 658 pontos, o que o conferiu a 31a posição, enfrentando Laurence Godfrey no primeiro round, vencendo-o por 114-109.
No segundo round venceu Mangal Singh Champia por 109-108 e chegou às semi-finais vencendo Jay Lyon por 115-110 e Cheng Chu Sian por 109-104.
Na semi-final empatou com Viktor Ruban com 112 pontos e perdeu no round extra por 18-20. Ruban foi à final e sagrou-se campeão olímpico.
O time russo, formado por Badënov, Andrey Abramov e Balzhinima Tsyrempilov avançou direto às quartas de final graças a sua ótima classificação em quarto lugar no round classificatório. Mas foram batidos logo depois pela equipe chinesa por 217-209, equipe que levou a medalha de bronze.